# Dança com as Estrelas (1.ª edição)
A primeira edição do programa Dança com as Estrelas estreou a 28 de julho de 2013 e foi transmitida pela TVI. O programa foi apresentado por Cristina Ferreira que conta com a ajuda de Paulo Fernandes, como repórter da sala vermelha dos concorrentes. Os ensaios decorrem durante a semana numa escola de dança, onde as estrelas são coreografadas pelo seu par e orientadas pelo jurado Vítor Fonseca.

## Pares
Os pares participantes foram:
| Celebridade         | Ocupação                 | Bailarino(a) Profissional | Resultado                           |
| ------------------- | ------------------------ | ------------------------- | ----------------------------------- |
| José Luís Gonçalves | Toureiro                 | Tatiana                   | Lesionou-se a 28 de julho de 2013   |
| Isaac Alfaiate      | Ator e Manequim          | Guilena Bondar            | 9.º Lugar a 4 de Agosto de 2013     |
| Sofia Ribeiro       | Atriz                    | Dima Pavlenko             | 8.º Lugar a 11 de Agosto de 2013    |
| Pedro Barroso       | Ator e Modelo            | Sara Claro                | 7.º Lugar a 18 de Agosto de 2013    |
| José Calado         | Ex-Futebolista           | Daniela Santos            | 6.º Lugar a 25 de Agosto de 2013    |
| Iva Domingues       | Apresentadora            | Bruno Tomás               | 5.º Lugar a 1 de Setembro de 2013   |
| Rita Pereira        | Atriz e Modelo           | Pedro Borralho            | Lesionou-se a em 8 Setembro de 2013 |
| Paulo Vintém        | Ator, Bailarino e Cantor | Rita Spider               | 4.º Lugar a 8 Setembro de 2013      |
| Raquel Tavares      | Fadista                  | Edgar Branco              | 3.º Lugar a 15 de Setembro de 2013  |
| Pedro Teixeira      | Ator                     | Mónica Rosa               | 2.º Lugar a 22 de Setembro de 2013  |
| Sara Matos          | Atriz                    | André Branco              | Vencedora a 22 de setembro de 2013  |

### Acontecimentos
José Luís Gonçalves era para entrar nesta edição do Dança com as Estrelas, mas minutos antes do início da primeira gala o toureiro caiu nas escadas do décor, sofrendo assim um traumatismo no crânio e várias fracturas, tendo sido colocado em coma induzido. Após esta trágico acidente o programa prosseguiu e na primeira gala acabou por não ser ninguém eliminado.
Nesta primeira edição do Dança com as Estrelas, Pedro Barroso também se lesionou na 2.ª gala com um entorse no pé, mas mesmo assim ele continuou a dançar, sendo expulso apenas na 4.ª gala.
Também Rita Pereira que estava prevista como uma das possíveis vencedoras deste formato lesionou-se na coxa durante os ensaios da 7.ª Gala tendo sido aconselhada por um médico a estar em repouso absoluto durante 6 semanas, o que a levou a ter de sair do programa. Paulo Vintém entrou então no programa para substituir Rita, mas acabou por sair na própria gala em que se estreou.
Raquel Tavares, que após a saída de Rita Pereira foi vista como a grande vencedora do Dança com as Estrelas saiu na 8.ª Gala por ter sido a menos votada do público. Esta situação só comprova que o voto do público conta muito mais que os do jurados.
Nesta edição do Dança com as Estrelas a vitória acabou sendo disputada por Sara Matos & André e Pedro Teixeira & Mónica, e os grandes vencedores foram Sara Matos & André Branco.

## Júri
| Jurado              | Ocupação                                                      |
| ------------------- | ------------------------------------------------------------- |
| Alberto Rodrigues   | Bailarino profissional (campeão nacional de dança desportiva) |
| Alexandra Lencastre | Atriz                                                         |
| Vítor Fonseca       | Ator, Cantor, Bailarino                                       |

## Pontuações
| Par               | Lugar | Semanas | Semanas | Semanas | Semanas | Semanas | Semanas  | Semanas  | Semanas  | Semanas  | Semanas     |
| Par               | Lugar | 1       | 2       | 1+2     | 3       | 4       | 5        | 6        | 7        | 8        | 9           |
| ----------------- | ----- | ------- | ------- | ------- | ------- | ------- | -------- | -------- | -------- | -------- | ----------- |
| Sara & André      | 1.º   | 20      | 24      | 44      | 24      | 27      | 25+27=52 | 27+30=57 | 26+30=56 | 29+30=59 | 29+30+28=87 |
| Pedro T. & Mónica | 2.º   | 21      | 22      | 43      | 27      | 25      | 26+28=54 | 26+30=56 | 29+26=55 | 29+29=58 | 30+28+28=86 |
| Raquel & Edgar    | 3.º   | 25      | 26      | 51      | 27      | 30      | 27+30=57 | 30+30=60 | 30+30=60 | 30+30=60 |             |
| Paulo & Rita      | 4.º   |         |         |         |         |         |          |          | 28+30=58 |          |             |
| Rita & Pedro      | 5.º   | 25      | 22      | 47      | 27      | 30      | 26+30=56 | 29+30=59 | —        |          |             |
| Iva & Bruno       | 6.º   | 22      | 23      | 45      | 28      | 27      | 28+28=56 | 28+30=58 |          |          |             |
| Calado & Daniela  | 7.º   | 20      | 20      | 40      | 23      | 27      | 24+24=48 |          |          |          |             |
| Pedro B. & Sara   | 8.º   | 23      | —       | 23      | 23      | 25      |          |          |          |          |             |
| Sofia & Dima      | 9.º   | 22      | 22      | 44      | 26      |         |          |          |          |          |             |
| Isaac & Guilena   | 10.º  | 20      | 20      | 40      |         |         |          |          |          |          |             |
| José & Tatiana    | 11.º  | —       |         |         |         |         |          |          |          |          |             |

Legenda:
Números vermelhos indicam a pontuação mais baixa em cada dança
Números verdes indicam a pontuação mais alta em cada dança
"—" indica que o par não dançou naquela semana
     o par foi eliminado nessa semana
     o par ficou nas últimas duas posições
     o par desistiu da competição
     o par em terceiro lugar
     o par em segundo lugar
     o par vencedor

### Média das pontuações
Esta tabela só conta as danças classificadas numa escala de 30 pontos.
| Posição por média | Lugar | Par               | Total | N.º de danças | Média |
| ----------------- | ----- | ----------------- | ----- | ------------- | ----- |
| 1                 | 4.°   | Paulo & Rita      | 58    | 2             | 29    |
| 2                 | 3.°   | Raquel & Edgar    | 345   | 12            | 28.8  |
| 3                 | 5.°   | Rita & Pedro      | 219   | 8             | 27.4  |
| 4                 | 1.°   | Sara & André      | 406   | 15            | 27.1  |
| 5                 | 2.°   | Pedro T. & Mónica | 404   | 15            | 26.9  |
| 6                 | 6.°   | Iva & Bruno       | 214   | 8             | 26.8  |
| 7                 | 8.°   | Pedro B. & Sara   | 71    | 3             | 23.7  |
| 8                 | 9.°   | Sofia & Dima      | 70    | 3             | 23.3  |
| 9                 | 7.°   | Calado & Daniela  | 138   | 6             | 23    |
| 10                | 10.°  | Isaac & Guilena   | 40    | 2             | 20    |
| 11                | 11.°  | José & Tatiana    | 0     | 0             | 0     |

## Danças semanais
A menos que indicado de outra forma, as pontuações de cada jurado, entre parêntesis, estão colocadas da esquerda para a direita: Alberto Rodrigues, Alexandra Lencastre, Cifrão.

### 1.ª Semana
Momentos antes do primeiro programa começar, o concorrente José Luís Gonçalves sofreu um acidente nos ensaios. Ao descer as escadas do estúdio, desprovidas de corrimão, José Luís foi desorientado pelos holofotes e caiu de uma altura de dois metros. No fim da primeira gala foi anunciado que sofrera um traumatismo craniano encefálico, o que impossibilitou a sua permanência no programa. O programa continuou como planeado, mas com menos um concorrente.
| Par               | Pontuação    | Dança       | Música                                        |             |
| ----------------- | ------------ | ----------- | --------------------------------------------- | ----------- |
| Sofia & Dima      | 22 (7, 7, 8) | Tango       | "Objection (Tango)" — Shakira                 |             |
| Isaac & Guilena   | 20 (6, 7, 7) | Cha Cha Cha | "Domino" — Jessie J                           |             |
| Sara & André      | 20 (6, 7, 7) | Cha Cha Cha | "Crazy in Love" — Beyoncé feat. Jay-Z         |             |
| Pedro B. & Sara   | 23 (7, 8, 8) | Tango       | "Like a Prayer" — Madonna                     |             |
| Rita & Pedro      | 25 (8, 9, 8) | Tango       | "El Tango de Roxanne" — Moulin Rouge!         |             |
| Pedro T. & Mónica | 21 (7, 7, 7) | Cha Cha Cha | "Get Lucky" — Daft Punk feat. Pharrell        |             |
| Raquel & Edgar    | 25 (8, 9, 8) | Tango       | "Santa Maria (Del Buen Ayre)" — Gotan Project |             |
| Iva & Bruno       | 22 (8, 7, 7) | Cha Cha Cha | "Hush Hush, Hush Hush" — Pussycat Dolls       |             |
| Calado & Daniela  | 20 (6, 7, 7) | Cha Cha Cha | "Kiss" — Prince                               |             |
| José & Tatiana    | Lesionou-se  | Lesionou-se | Lesionou-se                                   | Lesionou-se |

### 2.ª Semana
Minutos antes do início da segunda gala, Pedro Barroso sofreu uma lesão, sendo portanto impedido de dançar nessa noite. No entanto, por ter sido uma lesão menor, o participante tem passagem direta para a próxima gala.
- Música durante o frente-a-frente: "Moves Like Jagger" — Maroon 5 feat. Christina Aguilera

| Par               | Pontuação    | Dança   | Música                                               | Resultado         |
| ----------------- | ------------ | ------- | ---------------------------------------------------- | ----------------- |
| Rita & Pedro      | 22 (7, 8, 7) | Samba   | "Diamonds" — Rihanna                                 | Salva             |
| Pedro T. & Mónica | 22 (7, 7, 8) | Foxtrot | "Just the Way You Are" — Bruno Mars                  | Salvo             |
| Raquel & Edgar    | 26 (9, 8, 9) | Samba   | "Mas Que Nada" — Sergio Mendes feat. Black Eyed Peas | Salva             |
| Isaac & Guilena   | 20 (6, 7, 7) | Foxtrot | "Somebody That I Used to Know" — Gotye feat. Kimbra  | Eliminado (45,3%) |
| Sofia & Dima      | 22 (7, 7, 8) | Samba   | "Vogue" — Madonna                                    | Salva             |
| Iva & Bruno       | 24 (8, 7, 8) | Foxtrot | "O Amor é Mágico" — Expensive Soul                   | Salva             |
| Calado & Daniela  | 20 (6, 7, 7) | Foxtrot | "I Just Want to Make Love to You" — Etta James       | Últimos 2 (54,7%) |
| Sara & André      | 24 (8, 8, 8) | Foxtrot | "Someone Like You" — Adele                           | Salva             |
| Pedro B. & Sara   | —            | Samba   | —                                                    | Salvo             |

### 3.ª Semana
- Música durante o frente-a-frente: "Sexy and I Know it" — LMFAO

| Par               | Pontuação     | Dança      | Música                                          | Resultado          |
| ----------------- | ------------- | ---------- | ----------------------------------------------- | ------------------ |
| Sara & André      | 24 (8, 8, 8)  | Rumba      | "Russian Roulette" — Rihanna                    | Salva              |
| Sofia & Dima      | 26 (8, 9, 9)  | Paso Doble | "Eye of the Tiger" — Survivor                   | Eliminada (32,75%) |
| Pedro T. & Mónica | 27 (9, 9, 9)  | Paso Doble | "Bring Me to Life" — Evanescence                | Salvo              |
| Rita & Pedro      | 27 (9, 9, 9)  | Rumba      | "When I Was Your Man" — Bruno Mars              | Salva              |
| Iva & Bruno       | 28 (10, 9, 9) | Paso Doble | "Ain't It Funny" — Jennifer Lopez               | Salva              |
| Calado & Daniela  | 23 (7, 8, 8)  | Paso Doble | "O Fortuna" — Carl Orff                         | Salvo              |
| Raquel & Edgar    | 27 (9, 9, 9)  | Rumba      | "Just Give me a Reason" — P!nk feat. Nate Ruess | Salva              |
| Pedro B. & Sara   | 23 (7, 8, 8)  | Rumba      | "Fields of Gold" — Eva Cassidy                  | Últimos 2 (67,25%) |

### 4.ª Semana
- Música durante o frente-a-frente: "Blurred Lines" — Robin Thicke feat. Pharrell & T.I.

| Par               | Pontuação       | Dança       | Música                                               | Resultado          |
| ----------------- | --------------- | ----------- | ---------------------------------------------------- | ------------------ |
| Pedro T. & Mónica | 25 (8, 9, 8)    | Jive        | "I'm a Believer" — Smash Mouth                       | Últimos 2 (70,44%) |
| Rita & Pedro      | 30 (10, 10, 10) | Quickstep   | "Single Ladies (Put a Ring On it)" — Beyoncé         | Salva              |
| Sara & André      | 27 (9, 9, 9)    | Rock & Roll | "Candyman" — Christina Aguilera                      | Salva              |
| Iva & Bruno       | 27 (9, 9, 9)    | Quickstep   | "Valerie" — Mark Ronson feat. Amy Winehouse          | Salva              |
| Pedro B. & Sara   | 25 (8, 9, 8)    | Quickstep   | "Halo / Walking on Sunshine" — Glee                  | Eliminado (29,56%) |
| Calado & Daniela  | 27 (9, 9, 9)    | Rock & Roll | "One Way or Another (Teenage Kicks)" — One Direction | Salvo              |
| Raquel & Edgar    | 30 (10, 10, 10) | Jive        | "Jailhouse Rock" — Elvis Presley                     | Salva              |

### 5.ª Semana
- Música durante o frente-a-frente: "Treasure" — Bruno Mars

| Par               | Pontuação       | Dança       | Música                                        | Resultado          |
| ----------------- | --------------- | ----------- | --------------------------------------------- | ------------------ |
| Rita & Pedro      | 26 (8, 9, 9)    | Cha Cha Cha | "Scream & Shout" — will.i.am & Britney Spears | Salva              |
| Rita & Pedro      | 30 (10, 10, 10) | Broadway    | "All That Jazz" — Chicago                     | Salva              |
| Pedro T. & Mónica | 26 (8, 9, 9)    | Mambo       | "Black Mambo" — Angel & The Mambokats         | Últimos 2 (75,66%) |
| Pedro T. & Mónica | 28 (9, 10, 9)   | Valsa       | "Angel" — Sarah McLachlan                     | Últimos 2 (75,66%) |
| Sara & André      | 25 (7, 9, 9)    | Valsa       | "Beautiful" — Christina Aguilera              | Salva              |
| Sara & André      | 27 (9, 9, 9)    | Mambo       | "Mambo Nº5 (A Little Bit of...)" — Lou Bega   | Salva              |
| Iva & Bruno       | 28 (9, 9, 10)   | Mambo       | "Mambo Italiano" — Bette Midler               | Salva              |
| Iva & Bruno       | 28 (10, 9, 9)   | Valsa       | "A Thousand Years" — Christina Perri          | Salva              |
| Raquel & Edgar    | 27 (9, 9, 9)    | Cha Cha Cha | "Sway" — Pussycat Dolls                       | Salva              |
| Raquel & Edgar    | 30 (10, 10, 10) | Broadway    | "Big Spender" — Peggy Lee                     | Salva              |
| Calado & Daniela  | 24 (8, 8, 8)    | Broadway    | "The Pink Panther Theme" — Henry Mancini      | Eliminado (24,34%) |
| Calado & Daniela  | 24 (7, 8, 9)    | Cha Cha Cha | "The Time (Dirty Bit)" — Black Eyed Peas      | Eliminado (24,34%) |

### 6.ª Semana
- Música durante o frente-a-frente: "Can't Hold Us" — Macklemore & Ryan Lewis feat. Ray Dalton

| Par               | Pontuação       | Dança   | Música                                   | Resultado          |
| ----------------- | --------------- | ------- | ---------------------------------------- | ------------------ |
| Rita & Pedro      | 29 (9, 10, 10)  | Kizomba | "Não me toca" — Anselmo Ralph            | Salva              |
| Rita & Pedro      | 30 (10, 10, 10) | Foxtrot | "Singin' in the Rain" — Gene Kelly       | Salva              |
| Pedro T. & Mónica | 26 (8, 10, 8)   | Tango   | "Uprising" — Muse                        | Últimos 2 (69,93%) |
| Pedro T. & Mónica | 30 (10, 10, 10) | Kizomba | "Bo tem Mel" — Nelson Freitas & C4 Pedro | Últimos 2 (69,93%) |
| Sara & André      | 27 (9, 9, 9)    | Kizomba | "Yolanda" — Irmãos Verdades              | Salva              |
| Sara & André      | 30 (10, 10, 10) | Tango   | "Sin Rumbo" — Otros Aires                | Salva              |
| Raquel & Edgar    | 30 (10, 10, 10) | Foxtrot | "Come Fly with Me" — Michael Bublé       | Salva              |
| Raquel & Edgar    | 30 (10, 10, 10) | Salsa   | "Conga" — Gloria Estefan                 | Salva              |
| Iva & Bruno       | 28 (9, 10, 9)   | Salsa   | "Loca" — Shakira feat. Dizzee Rascal     | Eliminada (30,07%) |
| Iva & Bruno       | 30 (10, 10, 10) | Tango   | "Epoca" — Gotan Project                  | Eliminada (30,07%) |

### 7.ª Semana
- Música durante o frente-a-frente: "Safe and Sound" — Capital Cities

| Par               | Pontuação       | Dança          | Música                                                                  | Resultado          |
| ----------------- | --------------- | -------------- | ----------------------------------------------------------------------- | ------------------ |
| Paulo & Rita      | 28              | Hip Hop Fusion | "Let me Love You" — Ne-Yo                                               | Eliminado (22,73%) |
| Paulo & Rita      | 30 (10, 10, 10) | New Jeckie     |                                                                         | Eliminado (22,73%) |
| Pedro T. & Mónica | 29 (9, 10, 10)  | Rumba          | "Stay" — Rihanna feat. Mikky Ekko                                       | Últimos 2 (77,27%) |
| Pedro T. & Mónica | 26 (8, 9, 9)    | Samba          | "Swing da Cor" — Daniela Mercury                                        | Últimos 2 (77,27%) |
| Sara & André      | 26              | Samba          | "Hips Don't Lie" — Shakira feat. Wyclef Jean                            | Salva              |
| Sara & André      | 30 (10, 10, 10) | Paso Doble     | "Qué Hiciste" — Jennifer Lopez                                          | Salva              |
| Raquel & Edgar    | 30 (10, 10, 10) | Quickstep      | "Walk like an Epgyptian" — The Bangles                                  | Salva              |
| Raquel & Edgar    | 30 (10, 10, 10) | Paso Doble     | "Zorongo Gitano" / "Bamboleo" — Frederico García Lorca / The Gispy Kids | Salva              |
| Rita & Pedro      | Lesionou-se     | Lesionou-se    | Lesionou-se                                                             | Lesionou-se        |

### 8.ª Semana
- Música durante o frente-a-frente: "Give it 2 Me" — Madonna

| Par               | Pontuação       | Dança       | Música                                                           | Resultado          |
| ----------------- | --------------- | ----------- | ---------------------------------------------------------------- | ------------------ |
| Pedro T. & Mónica | 29              | Quickstep   |                                                                  | Últimos 2 (60,22%) |
| Pedro T. & Mónica | 29 (10, 10, 9)  | Rock & Roll | "(We're Gonna) Rock around the Clock)" — Bill Haley & His Comets | Últimos 2 (60,22%) |
| Sara & André      | 29              | Cha Cha Cha |                                                                  | Salva              |
| Sara & André      | 30 (10, 10, 10) | Quickstep   | "Wake me Up Before You Go-Go" — Wham!                            | Salva              |
| Raquel & Edgar    | 30 (10, 10, 10) | Samba       |                                                                  | Eliminada (39,78%) |
| Raquel & Edgar    | 30 (10, 10, 10) | Valsa       |                                                                  | Eliminada (39,78%) |

### 9.ª Semana
| Par               | Pontuação       | Dança       | Música                                           | Resultado |
| ----------------- | --------------- | ----------- | ------------------------------------------------ | --------- |
| Pedro T. & Mónica | 30 (10, 10, 10) | Cha Cha Cha | "Mercy" — Duffy                                  | 2.º Lugar |
| Pedro T. & Mónica | 28 (9, 10, 9)   | Paso Doble  | "Bring Me to Life" — Evanescence                 | 2.º Lugar |
| Pedro T. & Mónica | 28 (9, 10, 9)   | Jive        | "SOS" — Rihanna                                  | 2.º Lugar |
| Sara & André      | 29 (9, 10, 10)  | Cha Cha Cha | "Perhaps, Perhaps, Perhaps" — The Pussycat Dolls | Vencedora |
| Sara & André      | 30 (10, 10, 10) | Paso Doble  | "Qué Hiciste" — Jennifer Lopez                   | Vencedora |
| Sara & André      | 28 (9, 10, 9)   | Jive        | "Shake It" — Metro Station                       | Vencedora |

## Tabela de Danças
| Sara & André      | Cha-cha-cha | Foxtrot | Rumba      | Rock & Roll | Valsa       | Mambo       | Kizomba | Tango   | Samba          | Paso doble | Cha-cha-cha | Quickstep   | Cha-cha-cha | Paso doble | Jive |  |  |
| Pedro T. & Mónica | Cha-cha-cha | Foxtrot | Paso doble | Jive        | Mambo       | Valsa       | Tango   | Kizomba | Rumba          | Samba      | Quickstep   | Rock & Roll | Cha-cha-cha | Paso doble | Jive |  |  |
| Raquel & Edgar    | Tango       | Samba   | Rumba      | Jive        | Cha-cha-cha | Broadway    | Foxtrot | Salsa   | Quickstep      | Paso doble | Samba       | Valsa       |             |            |      |  |  |
| Paulo & Rita      |             |         |            |             |             |             |         |         | Hip Hop Fusion | New Jeckie |             |             |             |            |      |  |  |
| Rita & Pedro      | Tango       | Samba   | Rumba      | Quickstep   | Cha-cha-cha | Broadway    | Kizomba | Foxtrot | Lesão          | Lesão      |             |             |             |            |      |  |  |
| Iva & Bruno       | Cha-cha-cha | Foxtrot | Paso doble | Quickstep   | Mambo       | Valsa       | Salsa   | Foxtrot |                |            |             |             |             |            |      |  |  |
| Calado & Daniela  | Cha-cha-cha | Foxtrot | Paso doble | Rock & Roll | Broadway    | Cha-cha-cha |         |         |                |            |             |             |             |            |      |  |  |
| Pedro B. & Sara   | Tango       | Lesão   | Rumba      | Quickstep   |             |             |         |         |                |            |             |             |             |            |      |  |  |
| Sofia & Dima      | Tango       | Samba   | Paso doble |             |             |             |         |         |                |            |             |             |             |            |      |  |  |
| Isaac & Guilena   | Cha-cha-cha | Foxtrot |            |             |             |             |         |         |                |            |             |             |             |            |      |  |  |
| José & Tatiana    | Lesão       |         |            |             |             |             |         |         |                |            |             |             |             |            |      |  |  |

     Dança mais pontuada da noite
     Dança menos pontuada da noite
     Não dançou nem foi pontuado

## Audiências das galas
| Gala    | Data                 | Share | Rating | Ranking do horário | Ranking do dia |
| ------- | -------------------- | ----- | ------ | ------------------ | -------------- |
| 1ª Gala | Domingo, 28 Julho    | 38,5% | 16,1%  | 1º                 | 1º             |
| 2ª Gala | Domingo, 04 Agosto   | 36,3% | 15,1%  | 1º                 | 2º             |
| 3ª Gala | Domingo, 11 Agosto   | 32,6% | 13,2%  | 1º                 | 1º             |
| 4ª Gala | Domingo, 18 Agosto   | 32,7% | 13,6%  | 1º                 | 1º             |
| 5ª Gala | Domingo, 25 Agosto   | 31,3% | 13,5%  | 1º                 | 1º             |
| 6ª Gala | Domingo, 1 Setembro  | 33,1% | 13,6%  | 1º                 | 1º             |
| 7ª Gala | Domingo, 8 Setembro  | 35,8% | 15,9%  | 1º                 | 1º             |
| 8ª Gala | Domingo, 15 Setembro | 33,3% | 14,5%  | 1º                 | 1º             |
| 9ª Gala | Domingo, 22 Setembro | 39,9% | 15,0%  | 1º                 | 2º             |
| Média   | Média                | 34,8% | 14,5%  |                    |                |